# トーマス教会少年合唱団

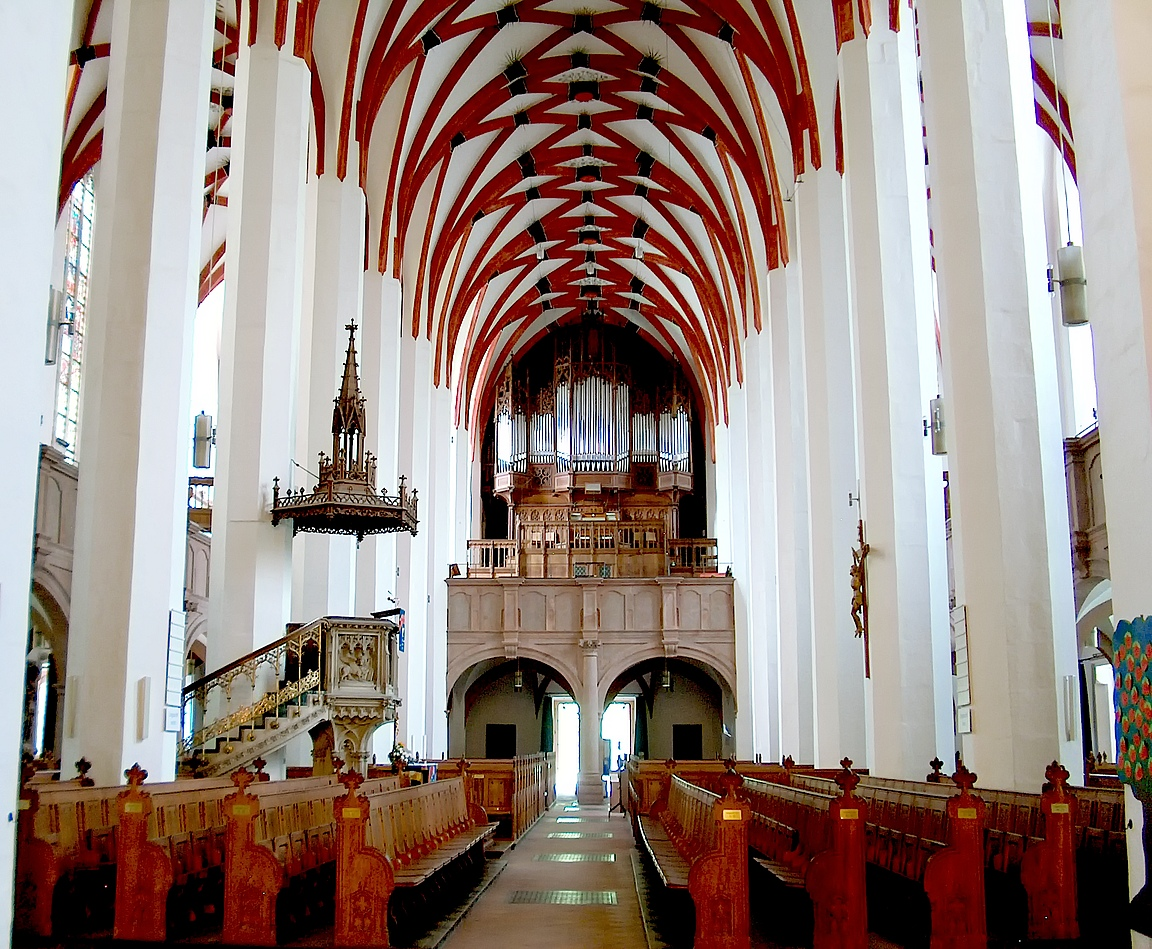
トーマス教会の合唱団席

トーマス教会少年合唱団（Thomanerchor）は、ドイツ・ライプツィヒの少年合唱団。日本語で聖トーマス教会合唱団・トーマス教会聖歌隊などとも表記される（ドイツ語では語頭に「聖」を付けないのが正式）。変声前のソプラノ・アルト、変声後のテノール・バスによる四部編成で、団員は約100名。
1212年のアウグスチノ会トーマス修道院の創設をその起源とし、現在までトーマス教会を拠点に活動する。団員はトマーナー（Thomaner）、合唱団を指導する音楽監督（カントル）はトーマスカントル（Thomaskantor）と呼ばれ、ヨハン・ヘルマン・シャイン、ヨハン・クーナウ、J.S.バッハ、カール・シュトラウベ、ギュンター・ラミンなど著名な人物が多い。バッハは27年間にわたって合唱団を率い、共に『ヨハネ受難曲』『マタイ受難曲』などを初演した。現在（2021年 - ）のトーマスカントルはアンドレアス・ライゼ。